# Gérard Kobéané
Gérard Kobéané (* 24. dubna 1988, Karangasso-Vigué) je sprinter z Burkiny Faso. Reprezentoval svou zemi na Letních olympijských hrách v Londýně v roce 2012. Zde startoval v závodu mužů na 100 m. V rozběhu zaběhl čas 10,42 sekundy a postoupil do čtvrtfinále, ve kterém svůj výkon s časem 10,48 sekundy nevylepšil. Celkově se umístil na 43. místě.